# Gmina Middlefield (Iowa)

Położenie Gminy Middlefield w hrabstwie Buchanan

Gmina Middlefield (ang. Middlefield Township) – gmina w USA, w stanie Iowa, w hrabstwie Buchanan. Według danych z 2000 roku gmina miała 304 mieszkańców.